# Aldo Aymonino (architetto)
Aldo Aymonino (Roma, 15 giugno 1953) è un architetto italiano.

## Biografia
Aldo Aymonino è nato a Roma nel 1953.
Si è laureato in Composizione Architettonica a Roma nel 1980.
Ha lavorato negli studi di Aldo Rossi (1977) e del padre Carlo Aymonino (1981-1982). Ha collaborato con Franco Purini dal 1982 al 1983.
È stato professore incaricato nella Facoltà di Architettura di Pescara negli anni 1986-1989. Dal 1991 al 2000 ha insegnato nel Dipartimento Architettura e Urbanistica della Facoltà di Architettura di Pescara. Dal 2000 ha insegnato, come professore ordinario, presso il Dipartimento di Progettazione Architettonica dell'Università IUAV di Venezia. Dal 1984 è stato Guest Critic per le Università di Waterloo e Carleton (Canada), e quelle di Washington State e Cornell University (New York, Stati Uniti), nel Rome Program. È stato Visiting Professor presso la Waterloo School of Architecture e l'Università di Toronto (Ontario, Canada) e la Cornell University.
Sue ricerche didattiche e progettuali sono apparse in pubblicazioni italiane e straniere (Abitare, Casabella, Domus, Lotus, Modo, d'A, Bauen+Wohnen, A+U, Architectural Design, Architese).
Ha scritto vari libri sulla critica dell'architettura e tenuto conferenze sul suo lavoro di ricerca scientifica e progettuale, in università italiane e straniere (Milano, Roma, Napoli, Vienna, Toronto, Zurigo, Lubiana, Lione, Delft, Cottbus, Koblenz, Hannover, Patrasso, Lisbona).
Dal 1997 al 2001 ha fatto parte del Forum della rivista Lotus International.
Ha lavorato a Berlino, Germania, per il progetto IBA.
Ha vinto il 1º premio Architettura italiana della giovane generazione nel 1989.
È stato invitato dalla Biennale di Venezia nella partecipazione italiana alla Quinta Mostra Internazionale di Architettura nel 1991, nel 2002 e nel 2006; e alla Triennale di Milano nel 1995.
Ha vinto, nel 1994, il 1º premio nel concorso internazionale per la progettazione di un nuovo quartiere di 2200 alloggi e servizi, con standard bioarchitettonici, a Vienna.
Nel 1996 è stato invitato dal RIBA (Royal Institute of British Architects) di Londra a partecipare alla mostra Architecture on the Horizon.
Nel 1996 ha vinto il concorso bandito dal Comune di Roma Le piazze di quartiere.
È stato progettista consulente del Consorzio Venezia Nuova, per la realizzazione delle opere a terra del sistema di barriere mobili, per la salvaguardia della laguna di Venezia (Progetto MOSE).

## Opere
- Funzione e simbolo nell'architettura di Louis Kahn (1992)
- Spazi pubblici contemporanei: Architettura a Volume Zero (2006)
- Architettura a Zero Cubatura (2007).

## Archivio
Due disegni realizzati per il Concorso internazionale per il terminal passeggeri di Yokohama nel 1994 sono conservati presso il Centro di servizio bibliotecario di architettura Nino Carboneri dell'Università degli studi di Genova.